# Ed Vulliamy
Ed Vulliamy, rodným jménem Edward Sebastian Vulliamy, (* 1. srpna 1954 Londýn) je britský novinář a spisovatel. Třicet let působil v redakcích deníku The Guardian a jeho sesterského týdeníku The Observer. Jako zpravodaj popisoval válku v Jugoslávii, o které napsal dvě knihy, a dlouhodobě se věnuje drogovým problémům na mexicko-amerických hranicích. Od roku 2022 působí na Ukrajině.

## Původ
Narodil se v Notting Hill v Londýně. Jeho matkou byla spisovatelka a ilustrátorka Shirley Hughes a otcem architekt John Sebastian Vulliamy. Studoval na londýnské University College School a oxfordské Hertford College.

## Kariéra
V roce 1979 začal přispívat do investigativního televizního pořadu World in Action. Od roku 1986 působil v redakci deníku The Guardian, později byl jeho římským dopisovatelem. Počátkem devadesátých let působil jako reportér na Balkáně, odkud reportoval o tehdejších válečných konfliktech, mimo jiné odkryl existenci koncentračních táborů Omarska a Trnopolje. O událostech později sepsal knihu Seasons in Hell: Understanding Bosnia's War (1994), jeho jedinou, která vyšla i v češtině (pod názvem Údobí pekla: Porozumění bosenské válce). Později (2006) se stal prvním reportérem od dob Norimberského procesu, který svědčil u soudu s válečnými zločinci. Roku 2012 vyšla jeho druhá kniha na toto téma, The War Is Dead, Long Live the War: Bosnia: the Reckoning.
V letech 1997 až 2003 působil jako newyorský dopisovatel týdeníku The Observer, odkud psal mj. o teroristických útocích 11. září 2001. Dlouhodobě se věnuje mexicko-americké hraniční problematice, v roce 2010 vydal rozsáhlou knihu Amexica, o dekádu později značně rozšířenou. Roku 2018 vydal knihu When Words Fail: A Life with Music, War and Peace, ve které přibližuje svůj vztah k hudbě, mj. se podrobně zabývá dílem Dmitrije Šostakoviče a Antonína Dvořáka, popisuje návštěvu koncertu kapely The Plastic People of the Universe a vzpomíná na rok 1989, kdy čtvrtmilionovému publiku na demonstraci proti masakru na náměstí Nebeského klidu v Hongkongu předzpívával píseň „Blowin' in the Wind“. Ve filmu Veřejné lži (2019), věnujícímu se případu Katharine Gunové, který pomáhal vyřešit, jej ztvárnil Rhys Ifans. Roku 2022 napsal libreto ke kantátě Who’d Ever Think It Would Come to This? o Irské občanské válce, v němž vycházel z dobových deníků a dopisů.
V roce 2013 si po skoku z pětimetrové zdi zpřelámal kosti v noze, rekonvalescenci později popsal v detailním článku pro The Observer. Roku 2016 opustil – částečně kvůli zranění – po třiceti letech redakce novin The Guardian a The Observer, nadále do nich však externě přispíval. V roce 2020 získal čestný titul na Goldsmiths při Londýnské univerzitě. Od šedesátých let je vegetariánem.

## Dílo
- Seasons in Hell: Understanding Bosnia's War (1994)
- Sleaze: The Corruption of Parliament (1997)
- Amexica: War Along the Borderline (2010)
- The War Is Dead, Long Live the War: Bosnia: the Reckoning (2012)
- When Words Fail: A Life with Music, War and Peace (2018; v USA vyšla pod názvem Louder Than Bombs: A Life with Music, War, and Peace o dva roky později)